# Leopold Adametz
Leopold Adametz (11 de noviembre de 1861, Brno (o Valtice), República Checa - 27 de enero de 1941, Viena) fue un biólogo y zoólogo austríaco.
Realizó diversas investigaciones en los campos de la cría de animales y la teoría de la herencia. Desarrolló junto a C. Kronacher la moderna teoría de la cría animal.
Fue profesor desde 1898 hasta 1932 de la Facultad de Agronomía en Viena.

## Algunas publicaciones
- leopold Adametz. 1888. Arbeiten (Trabajos). Separatas de diferentes revistas

### Libros
- leopold Adametz. 1928. Über neolithische Ziegen des östlichen Mitteleuropas. Z. f. Tierzüchtung u. Züchtungsbiologie usw., 12, pp. 65-83, Berlín

- --------------------------. 1926. Lehrbuch der allgemeinen Tierzucht: mit 228 Abbildungen und 14 Tabellen im Text. Editor J. Springer, 457 pp.

- --------------------------. 1920. Herkunft und wanderungen der Hamiten erschlossen aus ihren haustierrassen. Osten und Orient ... 1. Reihe. Forschungen. 2.º vol. Editor Verlag des Forschungsinstitutes für Osten und Orient, 107 pp.

- --------------------------. 1917. Studien über die Mendelsche Vererbung der wichtigsten Rassenmerkmale der Karakulschafe bei Reinzucht und Kreuzung mit Rambouillets. Volumen 1 de Bibliotheca genetica. Editor Borntraeger, 258 pp.

- --------------------------. 1914. El carnero "karakul": monografía. Editor Talleres de Publicaciones de la Dirección Meteorológica, 101 pp.

- --------------------------. 1914. Untersuchungen über Capra prisca, einer ausgestorbenen Stammform unserer Hausziegen. Mitt. d. landwirtsch. Lehrkanzel d. k. k. Hochschule f. Bodenkultur, Viena, 3, pp. 1-21

- --------------------------. 1893. Ueber die ursachen und erreger der abnormalen reifungsvorgänge beim käse (Sobre las causas de los procesos de maduración anormales y patógenos en el queso). Editor M. Heinsius Nachfolger, 70 pp.

## Honores
Miembro de
- Academia Austríaca de Ciencias
- 1906: Academia Leopoldina

## Abreviatura (zoología)
La abreviatura Adametz  se emplea para indicar a Leopold Adametz como autoridad en la descripción y taxonomía en zoología.